# Guadalupe (telenovela mexicana)
Guadalupe es una telenovela mexicana dirigida por Rafael Banquells y producida por Valentín Pimstein para la cadena Televisa, siendo exhibida por El Canal de las Estrellas del 16 de enero al 19 de octubre de 1984. Como protagonistas tuvo a Alma Delfina y Jaime Garza, con la participación antagónica de Rebeca Rambal, y la actuación estelar del primer actor Óscar Morelli.
Está basada en la radionovela La muchacha que vino de lejos, del escritor argentino Abel Santa Cruz, y bajo la adaptación de María Antonieta Saavedra. Debido al éxito de la telenovela, fue alargada empatándole la radionovela Sergio Velásquez acusa, de la escritora cubana Iris Dávila, y siendo adaptada por Carlos Romero.

## Argumento

### Primera parte
Guadalupe es una joven provinciana, humilde pero de carácter alegre, que después de la muerte de su madre se traslada a la Ciudad de México en busca de trabajo. Lo consigue como sirvienta en la casa de la acomodada familia Pereyra, compuesta por Don Leopoldo, su esposa Rosalía y sus hijos Francisco Javier, Teresa, Carlos y Luisita. Teresa y Luisita de inmediato simpatizan con la joven, pero Carlos la desprecia y humilla. Guadalupe se enamora de Francisco Javier, y él también le toma afecto a la campesinita encantado de su carácter y su bondad.
Francisco Javier está comprometido con Elvira Fuentes, una muchacha de sociedad bella y encantadora. Sin embargo, su encanto es solo apariencia, ya que en el fondo es una mujer frívola, vanidosa e histérica. Él se dará cuenta de esto y el afecto que le provoca la nobleza de Guadalupe finalmente se convertirá en amor. 

### Segunda parte
Ahora que Guadalupe y Francisco Javier tiene la oportunidad de estar juntos, una situación imprevista amenaza la relación. Francisco Javier recibe una llamada de su tía, pidiéndole ayudar a su primo Raúl, que está en problemas con la justicia. Francisco Javier se asombra del gran parecido entre los dos, y Raúl aprovechará la oportunidad que el destino le está dando. Después de salir de la cárcel, golpea a Francisco Javier y lo deja inconsciente. Raúl se afeita, se corta el cabello igual al de su primo y toma su identidad. 
Él vuelve a la casa Pereyra, sin que nadie lo reconozca, y lo primero que hace es voltear las cosas, despreciando a Guadalupe. Pero las circunstancias le depararán una sorpresa. 

## Elenco
- Alma Delfina - Guadalupe
- Jaime Garza - Francisco Javier Pereyra / Raúl Pereyra
- Rebeca Rambal - Elvira Fuentes ( villana principal)
- Ana Silvia Garza - Teresa Pereyra
- Oscar Morelli - Don Leopoldo Pereyra
- July Furlong - Sara
- Elsa Cárdenas - Leonor
- Demian Bichir - Antonio “Toño” Pereyra
- Josefina Escobedo - Herminia
- Aurora Molina - Rufina
- Magda Karina - Rosario “Chayo” Pereyra
- Nailea Norvind - Nani
- Sylvia Suárez - Doña Rosalía Pereyra
- Nayelli Saldívar - Luisita Pereyra
- José Roberto Hill - Gerardo Borbolla
- Flor Trujillo - Aurora
- Gerardo Paz - Pedro
- Elvira Monsell - Yolanda
- Carmen Belén Richardson - Dominga
- Porfirio Baz - Carlos Pereyra
- Cristina Peñalver - Marisol
- Christopher Lago - Arturito
- Manuel Saval - Roberto
- Antonio Brillas - Padre Florencio
- Eugenio Cobo - Doctor
- Rodolfo Oneto - Francisco “Paquito” Pereyra
- Claudio Báez
- Rubén Rojo
- Alejandro Tommasi
- Lupita Ferrer

## Premios y nominaciones

### Premios TVyNovelas 1985
| Categoría             | Nominado(a)      | Resultado |
| --------------------- | ---------------- | --------- |
| Mejor actriz joven    | Alma Delfina     | Nominada  |
| Mejor actor joven     | Jaime Garza      | Nominado  |
| Mejor actriz infantil | Nayelli Saldívar | Ganadora  |

- Datos: Q5886914